# Wöhrden
Wöhrden település Németországban, Schleswig-Holstein tartományban. Lakosainak száma 1306 fő (2023. december 31.). Wöhrden Nordermeldorf, Friedrichsgabekoog és Hemmingstedt községekkel határos.

## Népesség
A település népességének változása:
| Lakosok száma | 1206 | 1247 | 1279 | 1263 | 1302 | 1306 |
|               | 1975 | 2017 | 2019 | 2021 | 2022 | 2023 |